# Eugenia camarioca
Eugenia camarioca är en myrtenväxtart som beskrevs av Charles Wright. Eugenia camarioca ingår i släktet Eugenia och familjen myrtenväxter.
Artens utbredningsområde är Kuba. Inga underarter finns listade i Catalogue of Life.